# القرية (يريس)

تعديل مصدري - تعديل

القرية محلة تابعة لقرية يخوض، التابعة لعزلة يريس بمديرية حزم العدين إحدى مديريات محافظة إب في الجمهورية اليمنية، بلغ تعداد سكانها 99 حسب تعداد اليمن لعام 2004.